# Julianka (Wytrębowice)
Julianka – część wsi Wytrębowice w Polsce, położona w województwie kujawsko-pomorskim, w powiecie toruńskim, w gminie Łysomice.
W latach 1975–1998 Julianka administracyjnie należała do województwa toruńskiego.